# ユア・マイ・ライフ
「ユア・マイ・ライフ（YOU'RE MY LIFE）」は、1989年9月27日にビクター音楽産業より発売された荻野目洋子の19枚目のシングル。

## 概要
表題曲「ユア・マイ・ライフ」は洋楽のカバー曲である。オリコンチャートの最高位は10位。又オリコンでのTOP10入りは、現時点で同曲が最後となっている。
後に荻野目自身が出演したTBS系単発ドラマ『デザイナー物語〜夢追いかけてパリへ〜』で使用された。荻野目がシングルとして発表する以前、芳本美代子もアルバム『YESTERDAY'S』（1987年12月16日発売）にて「YOU'RE MY LIFE」というタイトルで同曲をカバーしている（歌詞は別）。
本楽曲で同年12月31日放送の第40回NHK紅白歌合戦に出場。第38回(1987年)の同番組にて「六本木純情派」を披露して以来、2年ぶりの出場となった。
- 荻野目は本楽曲で、以下の賞を受賞した。
  - 第15回日本テレビ音楽祭優秀賞。
  - 第15回あなたが選ぶ全日本歌謡音楽祭最優秀タレント賞。
  - 第20回日本歌謡大賞放送音楽プロデューサー連盟賞。
  - 第18回FNS歌謡祭優秀歌謡音楽賞。
  - 第31回日本レコード大賞金賞受賞。

レコード、シングルカセットでの発売はこのシングルまでとなった。

## 収録曲
- 両楽曲共に、編曲：矢野立美

1. ユア・マイ・ライフ（3分55秒）
日本語詞：売野雅勇／作曲：James Christian
2. ピンク・サファイア（4分00秒）
作詞：亜伊林／作曲：石川恵樹